# Acea (Unternehmen)
Die Acea S.p.A. (Akronym für Azienda Comunale Energia e Ambiente) ist ein italienisches Versorgungsunternehmen mit Sitz in Rom. Das Unternehmen ist in den Bereichen Wasser-, Elektrizitäts- und Erdgasversorgung, sowie in der Abfallwirtschaft tätig.

## Geschichte
Die Acea S.p.A. wurde 1909 als AEM (Azienda Elettrica Municipale, deutsch: Städtische Elektrizitätsgesellschaft) in Rom gegründet.
1912 wurde das erste Thermische Kraftwerk in Montemartini in Betrieb genommen.
Im Jahr 1937 übertrug der Gouverneur von Rom den Betrieb, Bau und die Instandhaltung der Aquädukte und Wasserverteilungsnetze der Stadt an die AEM.
Ab 1964 kontrollierte Acea schließlich das gesamte römische Wassernetz.
1992 wurde Acea in eine Zweckgesellschaft und ab 1. Januar 1998 in eine Aktiengesellschaft umgewandelt und im Juli desselben Jahres an der Borsa Italiana notiert.

## Aktionärsstruktur
(Stand: Dezember 2022)
- Stadt Rom: 51 %
- Suez S.A.: 23,3 %
- Francesco Gaetano Caltagirone: 5,5 %
- Streubesitz: 20,2 %